# Museo della barca solare
Il museo della barca solare si trova nella necropoli di Giza e conserva la barca del sole del faraone Cheope. Fu inaugurato nel 1985.

## Collezione
- La barca funeraria del sole di Cheope.
- Un modellino della stessa barca.
- Fotografie del ritrovamento della barca.

## Galleria d'immagini

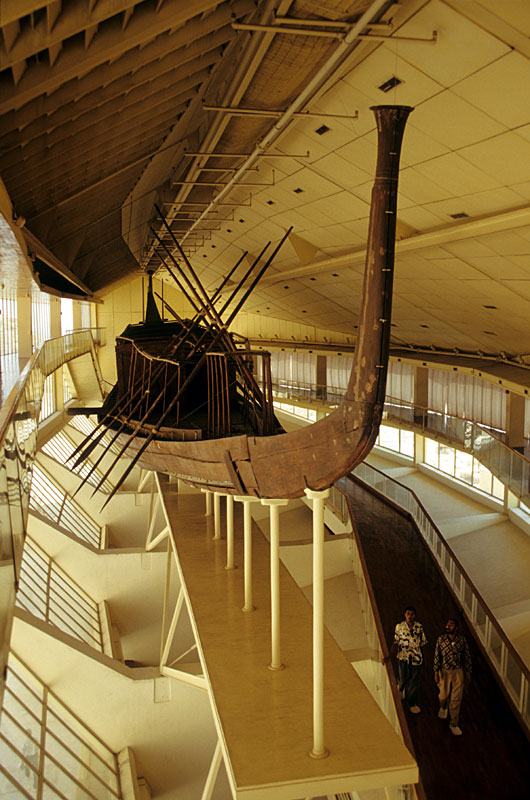
Interno del museo della barca solare
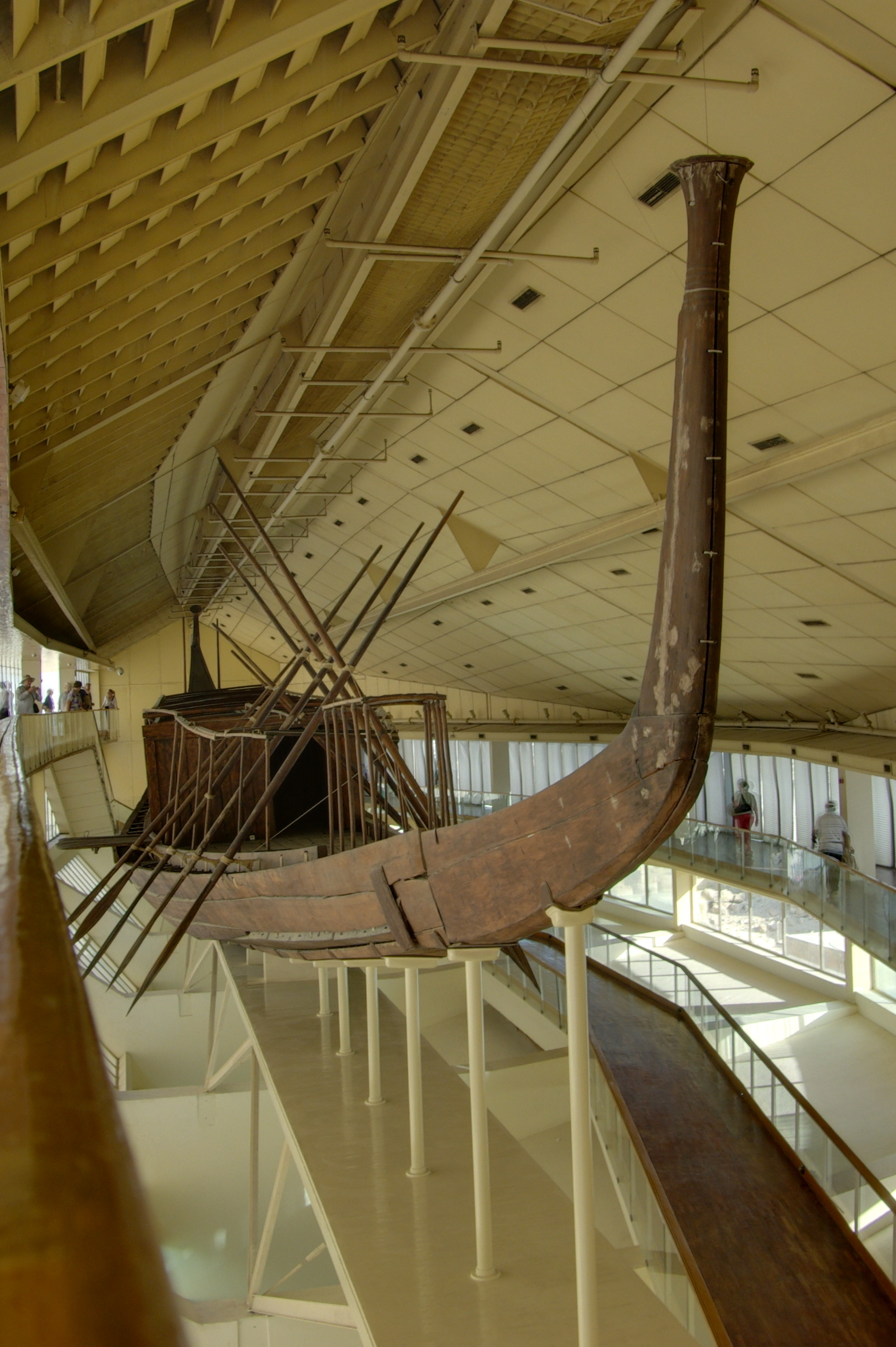
La barca solare di Cheope
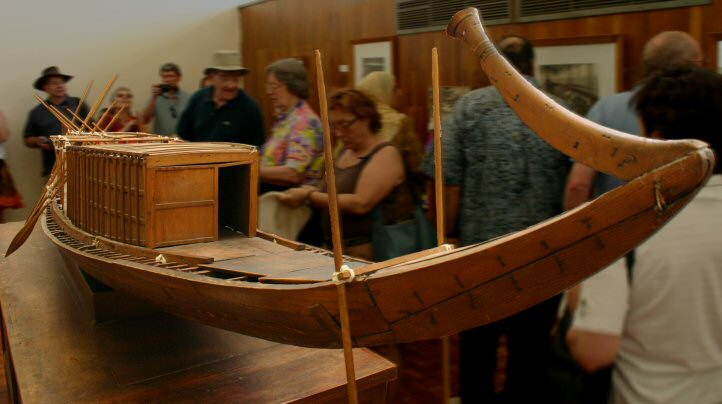
Modellino della barca di Cheope